# ヨハン・アダム・クルムス

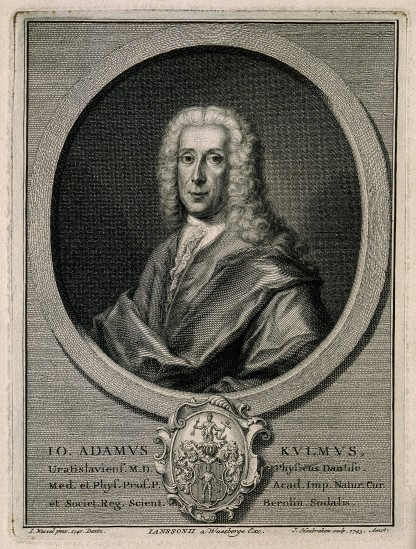
Johann Adam Kulmus

ヨーハン・アーダム・クルムス（独: Johann Adam Kulmus 、1689年3月23日 - 1745年5月30日）は、ドイツ（プロイセン）の解剖学者。杉田玄白や前野良沢らが翻訳を行った『解体新書』の主原著である『ターヘル・アナトミア』（独: Anatomische Tabellen 、『解剖学図表』、1722年）の著者である。従妹に詩人・喜劇作家のルイーゼ・ゴットシェット（Luise A. V. Gottsched）がいる。

## 生涯
シロンスク・ピャスト領ブレスラウ（現・ポーランドのヴロツワフ）でパン屋を営む父アーダムと母マリーアとの間に産まれた。両親の急死後、9歳年上の兄ヨーハン・ゲーオルク（Johann Georg Kulmus）に引き取られ、私立のマリーア・マグダレーネン・ギムナジウムへ通う。1704年、兄と共にダンツィヒへ渡りアカデミッシェン・ギムナジウムへと転入し名だたる教師陣の講義を聴く。1711年にハレに移りクリスティアン・ヴォルフから数学を、フリードリッヒ・ホフマン（Friedrich Hoffmann）、ゲーオルク・シュタール、ミーヒャエル・アルベルティ（Michael Alberti）らから医学を学ぶ。フランクフルトに寄って直ぐにライプツィヒに向かい、ヨーハネス・ボーン（Johannes Bohn）とアウグスト・クイリヌス・リヴィヌス（August Q. Rivinus）に教えを請う。そしてイェーナ、アルトドルフ、シュトラスブルクを転々と遊学し辿り着いたバーゼルで1719年に学位を得た。その後オランダに渡りヘルマン・ブールハーフェ、ベルンハルト・アルビーヌス（Bernhard F. Albinus）、ガーブリエル・ファーレンハイトらの下で研究者として働く。1721年にエーベリング出身のコンコルディア・ロイシュナー（Concordia Leuschner）と結婚。そして1725年に科学者としての実務経験を備えた内科医としてダンツィヒにもどり、母校でかつての師の一人ヨハネス・グローゼンメイヤー（Johannes Glosenmeyer）の後を襲い医学と物理学を教えた。1736年からは市医師（Stadtphysicus）を専任する。1745年、56歳で没。

## 『解体新書』の原著者

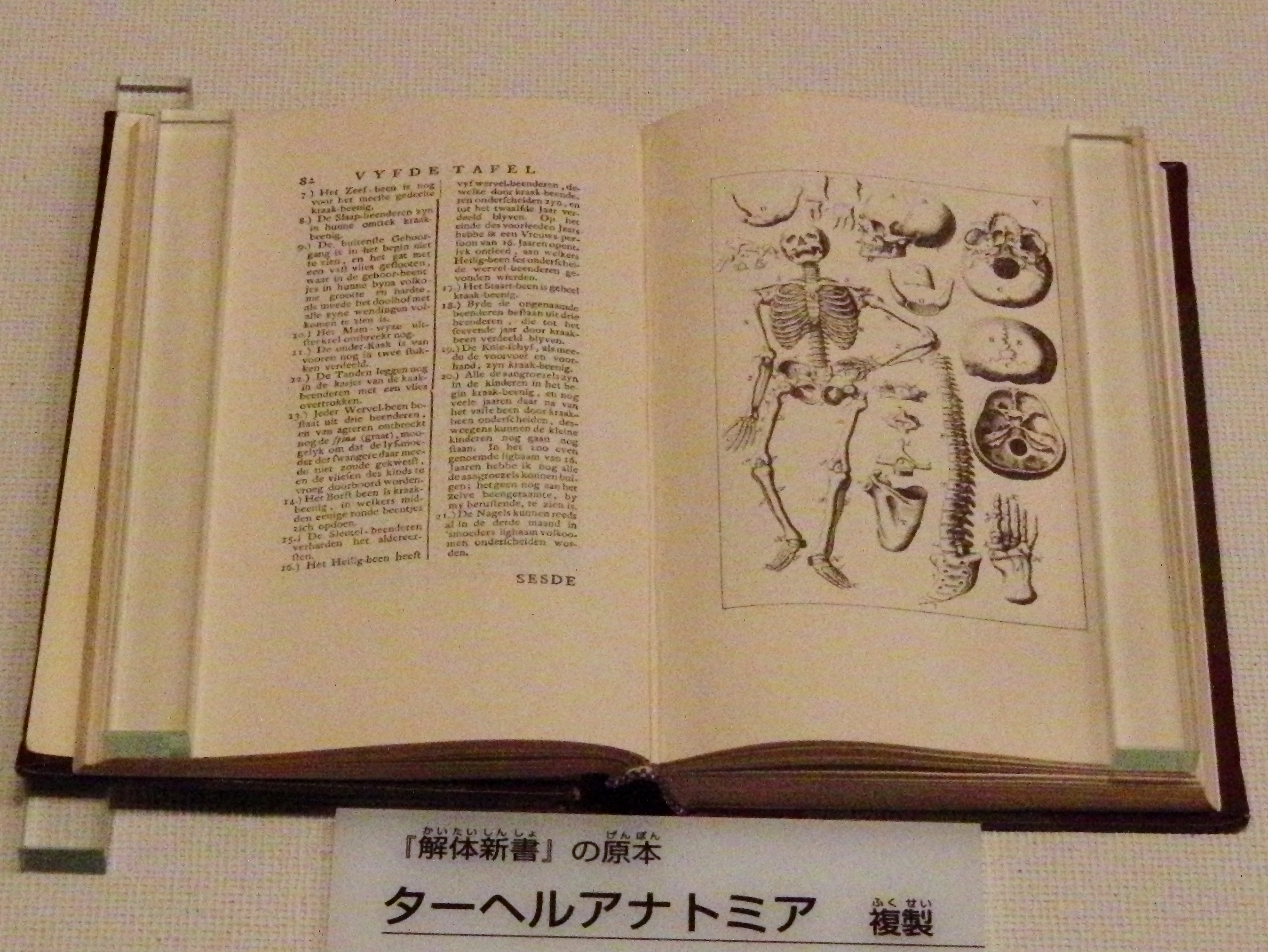
『ターヘル・アナトミア』（複製）。国立科学博物館の展示。

28枚の図表について解説した『解剖学図表』（いわゆるターヘル・アナトミア）は1722年にダンツィヒで出版され、その後も版を重ねラテン語、オランダ語、フランス語に翻訳された。1734年にオランダ人医師ヘラルト・ディクテン（Gerard Dicten）によってオランダ語に翻訳されたものが日本にもたらされ、杉田玄白や前野良沢らによって複数の解剖学図表を参考に日本語訳され、1774年に『解体新書』として出版された。

## 著書
- Anatomische Tabellen daraus des gantzen menschlichen Körpers und aller dazugehörigen Theile Beschaffenheit und Nutzen deutlich zu ersehen ...: Nebst dazu gehörigen Kupffern gestellet hat, Beughern, Dantzig 1722